# Bonifacio (famiglia)
I Bonifacio o Bonifazio sono una famiglia nobile napoletana che secondo la tradizione ha annoverato tra gli esponenti un pontefice santo: secondo la tradizione avrebbero infatti cambiato il cognome da Fummino o Fummini a Bonifacio dopo il pontificato di Bonifacio V, figlio di Giovanni Fummino o Fummini, per onorare la sua memoria.
Il primo esponente documentato, secondo il Casalgerardo,  è Ruggero, che fu giudice di Messina nel 1273, ma si hanno tracce in bibliografia a partire da un Ruggero di Bonifacio, figlio di un Bonifacio cavaliere di Ruggero II di Sicilia, il cui figlio Pierleone servì Enrico VI di Svevia. Un Giovanni fu caudatario di Giacomo II di Aragona. Diversi esponenti ebbero cariche pubbliche a Messina, tra le quali quelle di senatore e giudice della corte strategotale.
Complessivamente la famiglia possedette un marchesato, tre contee e nove baronie; contrasse parentele con i Moncada ed i Ventimiglia.
Arma: D'oro, a quattro pali di rosso, attraversati dalla banda del primo.